# Sons of the Pioneers (film)
Sons of the Pioneers è un film del 1942 diretto da Joseph Kane.
È un film western statunitense a sfondo musicale con Roy Rogers, George 'Gabby' Hayes e i Sons of the Pioneers.

## Produzione
Il film, diretto da Joseph Kane su una sceneggiatura di M. Coates Webster con il soggetto di Mauri Grashin e Robert T. Shannon, fu prodotto da Joseph Kane per la Republic Pictures e girato nei Republic Studios a Hollywood in California.

## Colonna sonora
- Things Are Never What They Seem - scritta da Bob Nolan, cantata da Roy Rogers
- He's Gone, He's Gone Up the Trail - scritta da Tim Spencer, cantata da George 'Gabby' Hayes, Pat Brady e Roy Rogers
- Trail Herdin' Cowboy - scritta da Bob Nolan, cantata da Roy Rogers e dai Sons of the Pioneers
- The West Is In My Soul - scritta da Bob Nolan, cantata da Roy Rogers e dai Sons of the Pioneers
- Come And Get It - scritta da Tim Spencer e Glenn Spencer, cantata dai Sons of the Pioneers

## Distribuzione
Il film fu distribuito negli Stati Uniti nel 1942 al cinema dalla Republic Pictures. È stato distribuito anche in Portogallo con il titolo Os Pioneiros da Liberdade.